# Ceraeochrysa pseudovaricosa
Ceraeochrysa pseudovaricosa är en insektsart som beskrevs av Penny 1998. Ceraeochrysa pseudovaricosa ingår i släktet Ceraeochrysa och familjen guldögonsländor. Inga underarter finns listade i Catalogue of Life.